# Логоне
Логоне је река у екваторијалној Африци, притока реке Шари (слив језера Чад); 900 km. Има две велике притоке: реку Пенде (источни Логон) у префектури Оухам-Пенде у Централноафричкој Републици и реку Мбере (западни Логон) на истоку Камеруна. У доњем току пловна за време високих водостаја. Ток реке се прити већ 38 година (1951–84) у Бонгору, граду у Чаду низводно од уливања Пенде изнад ушћа у Шари.
Рамсарском конвенцијом о заштити мочварних подручја обухваћена је и река Логоне, под бр. 1560.